# Emílio Santiago
Emílio Vitalino Santiago (né le 6 décembre 1946 à Rio de Janeiro et mort le 20 mars 2013 dans la même ville) est un chanteur brésilien.

## Biographie
Sur l'insistance de ses parents, Emílio Santiago suit des études de droit à l'université fédérale de Rio de Janeiro et obtient son diplôme dans les années 1970. C’est à cette époque qu’il commence à chanter, lors de fêtes organisées par l'université.
Son premier LP, en 1975, contient des morceaux oubliés d'Ivan Lins, João Donato, Jorge Ben, Nelson Cavaquinho, Guilherme de Brito, Marcos Valle et Paulo Sérgio. À la fin des années 1980, le succès arrive avec Aquarela Brasileira. En 2000, il signe chez Sony Music avec le morceau Bossa Nova, qui est également enregistré en DVD.
Après une hospitalisation d'un mois, Emílio Santiago meurt le 20 mars 2013 d'un accident vasculaire cérébral,.

## Discographie
- 1975 - Emílio Santiago
- 1976 - Brasileiríssimas
- 1977 - Comigo É Assim
- 1977 - Feito pra Ouvir
- 1978 - Emílio
- 1979 - O Canto Crescente de Emílio Santiago
- 1980 - Guerreiro Coração
- 1981 - Amor de Lua
- 1982 - Ensaios de Amor
- 1983 - Mais que um Momento
- 1984 - Tá na Hora
- 1988 - Aquarela Brasileira
- 1989 - Aquarela Brasileira 2
- 1990 - Aquarela Brasileira 3
- 1991 - Aquarela Brasileira 4
- 1992 - Aquarela Brasileira 5
- 1993 - Aquarela Brasileira 6
- 1995 - Aquarela Brasileira 7
- 1995 - Perdido de Amor
- 1996 - Dias de Luna
- 1997 - Emílio Santiago
- 1998 - Emílio Santiago
- 1998 - Preciso Dizer que te Amo
- 2000 - Bossa Nova
- 2001 - Um Sorriso nos Lábios
- 2003 - Emílio Santiago Encontra João Donato
- 2005 - O Melhor das Aquarelas - ao vivo
- 2007 - De um Jeito Diferente
- 2010 - Só Danço Samba

## Prix et récompenses
| Année | Prix                                         | Album / chanson                           | Récompense                         | Notes                                                     | Ref.  |
| ----- | -------------------------------------------- | ----------------------------------------- | ---------------------------------- | --------------------------------------------------------- | ----- |
| 1970  | Festival de la Faculdade Nacional de Direito |                                           | Meilleur interprète                |                                                           | (pt)  |
| 1985  | Festival dos Festivais della TV Globo        | Chanson : Elis Elis                       | Meilleur interprète                |                                                           | (pt)  |
| 1990  | Premio Sharp                                 |                                           | Meilleur interprète                |                                                           |       |
| 1991  | Premio Sharp                                 |                                           | Show de l'année                    |                                                           | (pt)  |
| 2003  | Premio TIM de Música                         | CD : Emílio Santiago encontra João Donato |                                    |                                                           |       |
| 2008  | Premio TIM di Musica                         | CD : De um jeito diferente                | Meilleur chanteur et disque de MPB |                                                           |       |
| 2011  | Premio da Musica Brasileira                  |                                           | Meilleur chanteur de MPB           |                                                           | (pt)  |
| 2012  | Grammy Latino                                | CD : Só danço samba ao vivo               | Meilleur album de samba et pagode  | Avec Beth Carvalho, pour le morceau Nosso samba tá na rua | (pt), |